# Cuộc đua xe đạp tranh Cúp truyền hình Thành phố Hồ Chí Minh 2012
Cuộc đua xe đạp toàn quốc tranh Cúp truyền hình Thành phố Hồ Chí Minh 2012 là giải đấu lần thứ 24 của Cuộc đua xe đạp toàn quốc tranh Cúp truyền hình Thành phố Hồ Chí Minh do Ban Thể dục - Thể thao, Đài Truyền hình Thành phố Hồ Chí Minh và Tổng cục Thể dục thể thao Việt Nam phối hợp tổ chức, diễn ra từ ngày 14 tháng 4 đến ngày 30 tháng 4 năm 2012. Cuộc đua gồm 15 chặng với tổng lộ trình 1805 km, bắt đầu bằng chặng đua vòng quanh Thành cổ Quảng Trị và kết thúc tại Thành phố Hồ Chí Minh. Tổng cộng có 11 đội đua trên cả nước tham gia cuộc đua lần này.

## Công bố
| Giải thưởng         | Tiền thưởng     |
| ------------------- | --------------- |
| Áo vàng             | 60.000.000 đồng |
| Áo chấm đỏ          | 30.000.000 đồng |
| Áo xanh             | 20.000.000 đồng |
| Áo trắng            | 10.000.000 đồng |
| Đồng đội chung cuộc | 50.000.000 đồng |
| Đội phong cách      | 15.000.000 đồng |

Thông tin về Cuộc đua xe đạp toàn quốc tranh Cúp Truyền hình Thành phố Hồ Chí Minh 2012 được công bố vào tháng 4 năm 2012 trong một cuộc họp báo trước khi khởi tranh giải. Ban tổ chức đã công bố lộ trình cuộc đua với tổng chiều dài 1805 km.
Đài Truyền hình Thành phố Hồ Chí Minh cho biết việc tổ chức này nhằm kỷ niệm 37 năm ngày Giải phóng miền Nam - Thống nhất đất nước, 126 năm ngày Quốc tế Lao động.

## Danh sách tham dự
Cuộc đua lần thứ 24 quy tụ các đội đua:
- ADC Truyền hình Vĩnh Long (ATV)
- Bảo vệ thực vật Sài Gòn (BSG)
- Domesco Đồng Tháp (DOM)
- Dược Đồng Tháp (DDT)
- Bảo vệ thực vật An Giang (BAG)
- Vinamit (VNM)
- Quân khu 7 (QK7)
- Cần Thơ (CTH)
- Đồng Nai (DNA)
- Bến Tre (BTR)
- Đống Đa Hà Nội (DHN)
- Bình Dương (BDG)

## Lộ trình và kết quả từng chặng
| Chặng | Ngày       | Đoạn đường                                               | Khoảng cách        | Kết quả từng chặng     | Kết quả từng chặng      | Kết quả từng chặng      |
| Chặng | Ngày       | Đoạn đường                                               | Khoảng cách        | Nhất                   | Nhì                     | Ba                      |
| ----- | ---------- | -------------------------------------------------------- | ------------------ | ---------------------- | ----------------------- | ----------------------- |
| 1     | 14 tháng 4 | Vòng đua Thành cổ Quảng Trị                              | 44 km              | Huỳnh Thanh Tùng (QK7) | Bùi Minh Thụy (ATV)     | Phan Thanh Điền (BAG)   |
| 2     | 15 tháng 4 | Quảng Trị đi Huế                                         | 130 km             | Đinh Quốc Việt (VNM)   | ? (CTH)                 | ? (DNA)                 |
| 3     | 16 tháng 4 | Vòng đua Trường Tiền - Phú Xuân (Huế) (20 vòng x 2,1 km) | 42 km              | Lê Văn Duẩn (BSG)      | Đỗ Tuấn Anh (DDT)       | Bùi Minh Thụy (ATV)     |
| 4     | 17 tháng 4 | Huế đi Đà Nẵng                                           | 110 km             | Mai Nguyễn Hưng (BSG)  | Phan Thanh Điền (BAG)   | Nguyễn Trường Tài (DDT) |
| 5     | 18 tháng 4 | Đà Nẵng đi Quảng Ngãi                                    | 128 km             | Nguyễn Thành Tâm (BAG) | Lê Văn Duẩn (BSG)       | Mai Nguyễn Hưng (BSG)   |
| 6     | 19 tháng 4 | Quảng Ngãi đi Quy Nhơn (Bình Định)                       | 175 km             | Lê Văn Duẩn (BSG)      | Đỗ Tuấn Anh (DDT)       | Phan Thanh Điền (BAG)   |
| —     | 20 tháng 4 | Nghỉ tại Quy Nhơn                                        | Nghỉ tại Quy Nhơn  | Nghỉ tại Quy Nhơn      | Nghỉ tại Quy Nhơn       | Nghỉ tại Quy Nhơn       |
| 7     | 21 tháng 4 | Quy Nhơn đi Pleiku (Gia Lai, đèo An Khê, Mang Yang)      | 167 km             | Nguyễn Tấn Hoài (DDT)  | Trịnh Đức Tâm (AVL)     | Lê Văn Duẩn (BSG)       |
| 8     | 22 tháng 4 | Vòng đua Pleiku - Đăk Tô (Kon Tum)                       | 96 km              | Lê Văn Động (CTH)      | ? (DNA)                 | ? (DNA)                 |
| 9     | 23 tháng 4 | Pleiku đi Buôn Mê Thuột (Đắk Lắk)                        | 180 km             | Lê Văn Duẩn (BSG)      | Phan Thanh Điền (BAG)   | Nguyễn Thành Tâm (BAG)  |
| 10    | 24 tháng 4 | Buôn Mê Thuột đi Nha Trang (Khánh Hòa)                   | 195 km             | Hồ Văn Lộc (BTR)       | Nguyễn Thanh Tuấn (CTH) | Quách Tịnh Toàn (CTH)   |
| 11    | 25 tháng 4 | Vòng đua đường Trần Phú (Nha Trang) (5 vòng x 14,4 km)   | 72 km              | Lê Văn Duẩn (BSG)      | Đỗ Tuấn Anh (DDT)       | Hồ Văn Phúc (BAG)       |
| —     | 26 tháng 4 | Nghỉ tại Nha Trang                                       | Nghỉ tại Nha Trang | Nghỉ tại Nha Trang     | Nghỉ tại Nha Trang      | Nghỉ tại Nha Trang      |
| 12    | 27 tháng 4 | Nha Trang đi Đà Lạt (Lâm Đồng)                           | 138 km             | Bùi Minh Thụy (AVL)    | Trần Quốc Dũng (DDT)    | ? (BSG)                 |
| 13    | 28 tháng 4 | Vòng đua hồ Xuân Hương (Đà Lạt) (10 vòng x 5,1 km)       | 51 km              | Trần Thanh Nhanh (BSG) |                         |                         |
| 14    | 29 tháng 4 | Đà Lạt đi Bảo Lộc (Lâm Đồng)                             | 110 km             | Đinh Quốc Việt (VNM)   |                         |                         |
| 15    | 30 tháng 4 | Bảo Lộc đi Thành phố Hồ Chí Minh                         | 167 km             | Lê Văn Duẩn (BSG)      |                         |                         |

## Xếp hạng chung cuộc
|                 | Nhất                   | Nhì                       | Ba                      | Tham khảo     |
| --------------- | ---------------------- | ------------------------- | ----------------------- | ------------- |
| Áo vàng         | Bùi Minh Thụy (ATV)    | Mai Nguyễn Hưng (BSG)     | Nguyễn Trường Tài (DDT) | [ 12 ] [ 13 ] |
| Áo chấm đỏ      | Lê Ngọc Sơn (DDT)      | Lê Ngọc Sơn (DDT)         | Lê Ngọc Sơn (DDT)       | [ 12 ] [ 13 ] |
| Áo xanh         | Lê Văn Duẩn (BSG)      | Lê Văn Duẩn (BSG)         | Lê Văn Duẩn (BSG)       | [ 12 ] [ 13 ] |
| Áo trắng        | Nguyễn Thành Tâm (BAG) | Nguyễn Thành Tâm (BAG)    | Nguyễn Thành Tâm (BAG)  | [ 12 ] [ 13 ] |
| Giải đồng đội   | Domesco Đồng Tháp      | ADC Truyền hình Vĩnh Long | Bảo vệ thực vật Sài Gòn | [ 12 ] [ 13 ] |
| Giải phong cách | Domesco Đồng Tháp      | Domesco Đồng Tháp         | Domesco Đồng Tháp       | [ 12 ] [ 13 ] |

Tại cuộc đua lần này còn có danh hiệu "Vòng quay cao thượng" trị giá 5.000.000 đồng dành cho các thành viên đoàn đua gồm trọng tài, đội đua mô tô cũng như các vận động viên có nghĩa cử cao đẹp và tinh thần cao thượng trong suốt cuộc đua. Vận động viên Nguyễn Nam Cực của đội Bảo vệ thực vật Sài Gòn đã nhận được giải thưởng này.

## Truyền hình
Các chặng đua được truyền hình trực tiếp trên kênh HTV9 và HTVC Thể Thao.

## Nhà tài trợ
- Tân Hiệp Phát